# Genie
Genie Wiley (nacida el 18 de abril de 1957) es el nombre que las autoridades del estado de California le dieron a una adolescente estadounidense descubierta en la ciudad de Arcadia (California), de manera fortuita, el 4 de noviembre de 1970. Es uno de los casos representativos de los llamados niños salvajes, y, posiblemente, uno de los mejor documentados, si bien el paradero actual de Genie es un dato reservado a fin de conservar el derecho a la privacidad de la persona.
El término Genie, según la Dra. Jeanne Butler, una de las especialistas que trabajaron con la niña, viene de la idea de un espíritu mágico encerrado en una botella, esperando a salir.

## Biografía

### Infancia
Genie nació el 18 de abril de 1957. Vivía con sus padres y un hermano mayor, John, que era, junto con ella, los supervivientes de un total de cuatro nacimientos. El matrimonio, formado por Irene y Clark Wiley, sufría de frecuentes desavenencias. Irene sufría de ceguera progresiva debido a cataratas y un desprendimiento de retina. Clark, por su parte, quien era 20 años mayor que Irene, sufría un cuadro depresivo agravado que se desencadenó a causa de un accidente de tráfico en el que murió su madre, y era un hombre que le propinaba frecuentes palizas a su esposa.
Genie comenzó a hablar a los 20 meses. También sufría de una dislocación congénita de cadera que la obligaba a llevar una tablilla en esa parte del cuerpo.  Un médico familiar sugirió que la niña presentaba problemas de aprendizaje y que posiblemente también una discapacidad intelectual. Clark tomó esta situación al extremo, llegando a creer que las autoridades le quitarían a su hija, o que sería llevada a una institución especializada, y que era su deber proporcionarle un tratamiento doméstico y protegerla de los peligros del mundo exterior.

### Aislamiento
A partir de ese momento, Genie comenzó a experimentar los efectos de la soledad. Hasta los 11 años de edad, Genie no tuvo contacto con el mundo, ni con persona alguna, salvo su padre (según la reconstrucción de hechos). Se especula que pasaba los días encerrada en una habitación, ataviada únicamente con un pañal y atada a una silla-orinal. Cuando era de noche, su padre la colocaba en una especie de bolsa de dormir, la ataba y la dejaba dentro de una jaula hecha de alambre y madera, cuando no se le olvidaba y la niña pasaba las noches sin protección alguna en la silla (de acuerdo con el testimonio de su madre). Tenía prohibido emitir sonidos o hacer ruido. Si llegaba a hacerlo, su padre la golpeaba o le ladraba como un perro feroz para asustarla. Ni siquiera le enseñó a comer o a ir al baño por sí sola. Su alimentación, hasta los 13 años, consistió en comida de bebé, cereales y huevos cocidos, todos los cuales le eran proporcionados de mano, sin entrenamiento.
Su habitación era un cuarto sellado sin ningún adorno en las paredes. No tenía acceso a radio, televisión, ni a material didáctico. Lo único de lo que disponía (cuando no estaba atada) era de algunos envases de queso cottage, un par de impermeables de plástico, estambre y revistas viejas de TV Guide. Si acaso llegaba a oír palabras, estas eran primitivas y agresivas. A la edad de 13 años, la niña solo entendía 20 palabras, la mayor parte de las cuales eran cortas y negativas, como "stop it" (detente), "no more" (ya basta) y "no".
Los demás habitantes de la casa no vivían de manera muy diferente, pues debían permanecer cautivos (aunque a ellos se les permitía salir de vez en cuando). Cuando no les era permitido, el padre se sentaba con una pistola cargada a observarlos. También les estaba terminantemente prohibido dirigir palabra alguna a Genie.
En la habitación de Genie, a pesar de estar sellada y con las ventanas tapadas, había un pequeño hueco en la parte superior del cristal de estas, con lo que Genie posiblemente haya escuchado la música de piano que un vecino solía poner y los aviones que pasaban por el lugar. Su vista del mundo se reducía a 5 centímetros de cielo y parte de la casa de dicho vecino.

### Descubrimiento y tratamiento
En algún punto a mediados de 1970, cansada de los abusos y las palizas, Irene Oglesby logró escapar, llevándose a sus hijos y huyendo con su madre. Debido a que la situación económica era precaria, por decir lo menos, no disponía de dinero para operarse y recuperar la vista. Por tal motivo, el 4 de noviembre de 1970 acudió a una oficina de beneficencia en Temple City a buscar apoyo del Estado de California. La trabajadora social que le atendió notó de inmediato que la niña que iba con ella usaba pañales, miraba puntos indefinidos en el espacio y sostenía sus manos como si estuviera apoyada en una barandilla imaginaria, mientras hacía ruidos infantiles. Pensó que era autista, y que no tendría más de siete años de edad. Al descubrir que en realidad tenía trece, llamó a su supervisor, quien dio aviso a la Policía. Inmediatamente la niña fue puesta en custodia y los padres acusados de negligencia y maltrato infantil.

### Fin del tratamiento
Pese al relativo éxito, la Asociación de Salud Mental de los Estados Unidos consideró que el mérito científico de los años de estudio en la niña era dudoso, y que estaba gastando un dinero innecesario. Por tal motivo, en 1974 el presupuesto para Genie fue suspendido. Esto, cuando a las constantes acusaciones de la Dra. Butler acerca de que la niña había de hecho experimentado una involución y que no se le permitía ver a su madre, hicieron que los Rigler abandonaran la custodia de la niña en 1975. Genie, sin embargo, aprendió frases cortas como "Tienda comprar puré manzana".

### Los años posteriores
Tras un juicio de custodia, la niña fue enviada con su madre, quien se había operado la vista, y que después de unos meses se dio cuenta de que hacerse cargo de Genie era una tarea muy complicada. Pero, debido a que los términos legales del juicio establecían que los médicos del equipo original de Genie no tenían derecho a acercársela, la mujer tomó las decisiones que creyó pertinentes, sin consultar a nadie. Finalmente, Genie vivió en seis hogares adoptivos, en algunos de los cuales fue nuevamente maltratada y experimentó regresiones después de ser severamente castigada (no se sabe exactamente de qué manera) por vomitar. Entonces adquirió nuevamente el miedo a abrir la boca, con lo que nuevamente dejó de hablar.

### Genie en la actualidad
Debido a la orden judicial, se sabe poco de Genie en la actualidad de manera pública. Lo único que se sabe es que su madre falleció alrededor del año 2002, que su hermano John asistió a la preparatoria por lo menos un año, que falleció en 2011 y que tenía diabetes[cita requerida]. Genie está en una institución de cuidados para adultos ubicada cerca de Los Ángeles. Si bien su paradero es medianamente conocido, se prefiere evitar su divulgación por razones éticas. Jamás se sabrá el grado de desarrollo que hubiese podido alcanzar de haber continuado con su terapia cognitiva.
Existe una película independiente llamada Mockingbird Don't Sing basada en la historia de Genie (sin mencionar explícitamente su nombre, por temor a problemas legales), así como una canción del grupo indie Killjoy Confetti llamada Crooked Teeth.

## Consideraciones pedagógicas

### Estudio del aprendizaje
Por tanto es comprensible el gran interés suscitado por la cuestión de si Genie sería capaz de aprender aquellas habilidades básicas como lenguaje, movimiento y memoria espacial, así como de establecer interacciones con otras personas y lazos afectivos.
Ya al tercer día de ser internada en el Hospital Infantil de Los Ángeles comenzó a intentar vestirse sola y usar el servicio, y mostraba gran interés en nombrar los objetos que captaban su atención, a los que señalaba hasta que alguien pronunciaba su nombre.
Una vez creado el grupo de investigación, los científicos integrantes comenzaron a instruirla y a aplicarle toda clase de pruebas relacionadas con aprendizaje. Adquirió rápidamente un vocabulario de unos cientos de palabras pero apenas hablaba y, cuando lo hacía, emitía las palabras en tonos agudos y cortos, sin variación en el tono, de manera que resultaban difíciles de comprender. Se sabía que sus padres la castigaban cuando hacía ruido, y era imposible determinar si su falta de expresión oral se debía a un retraso de nacimiento o al abuso y confinamiento sufridos.
En cualquier caso, los investigadores decidieron que no es posible desarrollar el lenguaje si no existían interacciones y lazos afectivos con otras personas, así que Genie fue hospedada en una casa de acogida con el jefe de investigación.
Los niños aprenden a construir frases progresivamente, empezando con secuencias de palabras sin orden establecido hasta la formación de oraciones con sintaxis correcta, a través de escuchar a otros, de preguntar y ensayar. Es de destacar que este proceso ocurre sin una instrucción específica, por iniciativa del niño. En el caso de Genie, sin embargo, el proceso había quedado estancado en la primera fase; solo era capaz de emitir palabras sin un orden lógico, pese a que estaba siendo expresamente educada para ello.
Algunos lingüistas de la época, como Noam Chomsky, consideraban la sintaxis como una función biológica del cerebro, innata más que aprendida de otras personas. Tal vez Genie había perdido la oportunidad de desarrollar dicha área del cerebro en el periodo adecuado (la infancia, hacia los 3 años).
Para aportar algo de luz a esta incógnita, se aplicaron pruebas neurológicas a Genie en las que era posible apreciar la actividad en la corteza cerebral. Habitualmente las personas utilizan ambos hemisferios del cerebro al llevar a cabo una tarea, aunque más intensamente en un lado u otro según el tipo de procesamiento implicado. Por ejemplo, el hemisferio derecho está especializado en el procesamiento visuoespacial, entre otros, y el izquierdo en el lenguaje, el análisis y la lógica.
En el caso de Genie se descubrió que el hemisferio izquierdo estaba casi inactivo, y los resultados en sus pruebas de habilidad eran las propias de una persona con el hemisferio izquierdo extirpado. Se desconoce si esta situación era producto de la falta de estimulación adecuada durante el desarrollo o bien de una deficiencia de nacimiento.
Dejando a un lado la imposibilidad de Genie para desarrollar una sintaxis, la evaluación de los tests referentes a las demás habilidades eran muy satisfactorios. Cuando no era capaz de comunicar algo verbalmente, expresaba sus pensamientos y emociones a base de trazos sobre el papel, de una complejidad y expresividad notables.
También destacaba en tareas lógicas y discriminación de patrones a partir de muestras aparentemente caóticas. Los ejercicios de memoria espacial, como reconstruir estructuras con segmentos de diferentes colores de memoria, daban a Genie una puntuación normal en adultos.
Finalmente queda destacar que el comportamiento de Genie al explorar objetos nuevos era propio de los niños de 18 a 20 meses. Al estudiar un objeto, lo palpaba con los dedos, la boca y áreas adyacentes de la cara. Su vista no había adquirido la predominancia sobre los demás sentidos, como ocurre normalmente.

### Adquisición del lenguaje
Se conoce que los niños de apenas cuatro semanas de edad diferencian unas cuarenta consonantes. Esto se ha comprobado midiendo los cambios de ritmo de la succión y latidos de corazón al escuchar las consonantes, lo que refleja que el cerebro las diferencia de manera involuntaria. Este número es superior al número de consonantes que hayan podido oír en su vida, ya que el inglés (lengua en la que se realizó este experimento) solo contiene 24 consonantes. El resto de las consonantes serían empleadas por otras lenguas. A los seis años de edad, la habilidad para diferenciar consonantes a las que no han sido expuestos se ha reducido enormemente. Estos datos contrastan perfectamente con el hecho indiscutible de que tras la pubertad no es posible aprender una segunda lengua de manera natural. La lengua materna es aprendida sin esfuerzo y se domina perfectamente, mientras que una segunda lengua requiere de mucho esfuerzo y no se pronuncia, ni siquiera con décadas de uso, de forma enteramente natural.
Parece que el ser humano viene equipado de manera innata de la capacidad de distinguir un gran número de sonidos específicos para el habla, de los cuales solo sobreviven y se desarrollan aquellos que son percibidos en el periodo preadolescente. Este periodo, llamado “período crítico”, es fundamental para el desarrollo de distintas capacidades cognitivas, entre las que se encuentra el lenguaje articulado, debido a la gran plasticidad sináptica del cerebro. Gracias a la facilidad para la creación y destrucción de conexiones neuronales, aquellas vías que reciben estimulación adecuada son fortalecidas y “eliminan” a las que no resultan tan útiles. Este modelo de desarrollo cognitivo implica necesariamente la formación previa, anterior a toda experiencia, de unos circuitos neurales básicos sobre los que se realizará el “ahuecado” que dará lugar al sistema de procesamiento maduro.
Esto lleva a recordar a dos lingüistas del siglo XX que basaron sus investigaciones en el principio de la base biológica del lenguaje humano. Lenneberg defendió la idea del periodo crítico para el desarrollo del lenguaje, situándolo entre los dos años de edad y la pubertad. Según él, antes el cerebro es demasiado inmaduro y después carece de la suficiente plasticidad. Chomsky, por su parte, está convencido de que la gramática del lenguaje articulado (la estructura lógica que permite establecer relaciones entre conceptos expresados verbalmente, y formar así enunciados complejos) está alojada en un área cerebral específica, que necesita de exposición estimular para desarrollarse. Esta área es independiente del resto de capacidades cognitivas y contradiciendo a Piaget, no emerge de ellas, sino de forma paralela. Actualmente se ha popularizado este enfoque, que además viene reforzado por numerosos descubrimientos. Entre éstos destaca el de 12 células detectoras de rasgos que, al igual que otras, son activadas por una línea en cierto ángulo, o por una figura geométrica concreta, y por lo tanto distinguen 12 vocales correspondientes.
Se ha visto anteriormente que la actividad de los hemisferios de Genie se limitaba en su mayor parte al derecho, encargado de la percepción espacial y visual fundamentalmente. Así, obtenía resultados excepcionales en la identificación de caras, entre otras pruebas visuales. También su lenguaje se veía inclinado hacia el aspecto visual: cuando la mayor parte de los niños emplean sus palabras para describir acciones y relaciones entre personas y objetos, Genie las utilizaba para recalcar aspectos visuales de objetos, como “zapato negro” y “mucho pan”. A causa de estas peculiaridades, Susan Curtiss, una investigadora que trabajó con Genie durante varios años, llegó a pensar que tal vez la especialización del hemisferio izquierdo solo puede producirse con el del lenguaje.
Esta especialización está sin duda relacionada con el gran interés que mostraba por explorar el entorno durante sus paseos con sus cuidadores, así como con la falta de iniciativa para hacer preguntas por sí sola. Pese a que nunca aprendió a distinguir entre pronombres, ni utiliza oraciones compuestas, sorprendió más de una vez a sus interlocutores refiriéndose a una acción del pasado: “Padre pega brazo. Madera grande. Genie llora”, o bien describiendo sus emociones: “Genie feliz”.
En cualquier caso, y pese a los grandes avances realizados en la educación tardía de Genie, las grandes preguntas sobre el origen del lenguaje y su relación con el resto de capacidades cognitivas están aún abiertas.